# Гомоненко, Никита Васильевич
Никита Васильевич Гомоненко (1914—1941) — лейтенант Рабоче-крестьянской Красной Армии, участник Великой Отечественной войны, Герой Советского Союза (1942).

## Биография
Никита Гомоненко родился 3 (по новому стилю — 16) апреля 1914 года в селе Бригадировка (ныне — Изюмский район Харьковской области Украины).
Одним из первых в своём селе вступил в колхоз. Окончил вечернюю школу, затем ветеринарный техникум. В 1935 году Гомоненко был призван на службу в Рабоче-крестьянскую Красную Армию. По комсомольской путёвке он был направлен на учёбу в Харьковскую школу червонных старшин, после окончания которой Гомоненко поступил в Оренбургское училище военных штурманов. С июня 1941 года — на фронтах Великой Отечественной войны. Был младшим лётчиком-наблюдателем и штурманом бомбардировщика 81-го бомбардировочного авиаполка 50-й бомбардировочной авиадивизии.
Помимо Гомоненко, в состав экипажа бомбардировщика также входили командир младший лейтенант Иван Вдовенко и два воздушных стрелка — Владимир Карпов и Мирза Пулатов. К концу августа экипаж совершил 44 боевых вылета на бомбардировку скоплений вражеской боевой техники и живой силы. 28 августа 1941 года эскадрилья, в том числе и экипаж Гомоненко, вылетела с целью бомбардировки немецкой переправы через Днепр в районе Днепропетровска. На подходе к цели бомбардировщик был подбит и загорелся, однако продолжал лететь. Добравшись до переправы, лётчики направили горящий самолёт на переправу, уничтожив её ценой собственной жизни.
Указом Президиума Верховного Совета СССР «О присвоении звания Героя Советского Союза начальствующему составу Военно-воздушных сил Красной Армии» от 20 июня 1942 года за «образцовое выполнение боевых заданий командования на фронте борьбы с немецкими захватчиками и проявленные при этом отвагу и геройство» удостоен посмертно высокого звания Героя Советского Союза. Также посмертно был награждён орденом Ленина и навечно зачислен в списки личного состава эскадрильи. Другие члены экипажа также были посмертно награждены: Пулатов — орденом Красного Знамени, Карпов — орденом Ленина, Вдовенко, как и Гомоненко, посмертно было присвоено звание Героя Советского Союза.

## Память
В парке Днепропетровска установлен обелиск в память о подвиге экипажа. В честь Гомоненко названы улица в Харькове и школа № 2 в Изюме. В Бригадировке установлены памятник Гомоненко и мемориальная доска с описанием его подвига.
В Мачулищах Минского района Минской области Республики Беларусь расположена ГУО «Мачулищанская средняя школа имени Героев Советского Союза Вдовенко И. Т. и Гомоненко Н. В.» Одна из экспозиций в школьном музее посвящена Н. В. Гомоненко.